# Jikkyō Powerful Pro Yakyū 8
Jikkyō Powerful Pro Yakyū 8 (実況パワフルプロ野球8?) es un videojuego de béisbol para PlayStation 2 publicado por Konami en agosto de 2001, exclusivamente en Japón. Es el octavo juego de la serie Jikkyō Powerful Pro Yakyū y el segundo para la segunda consola de Sony.
- Datos: Q11452788